# Australian Open (tennis)

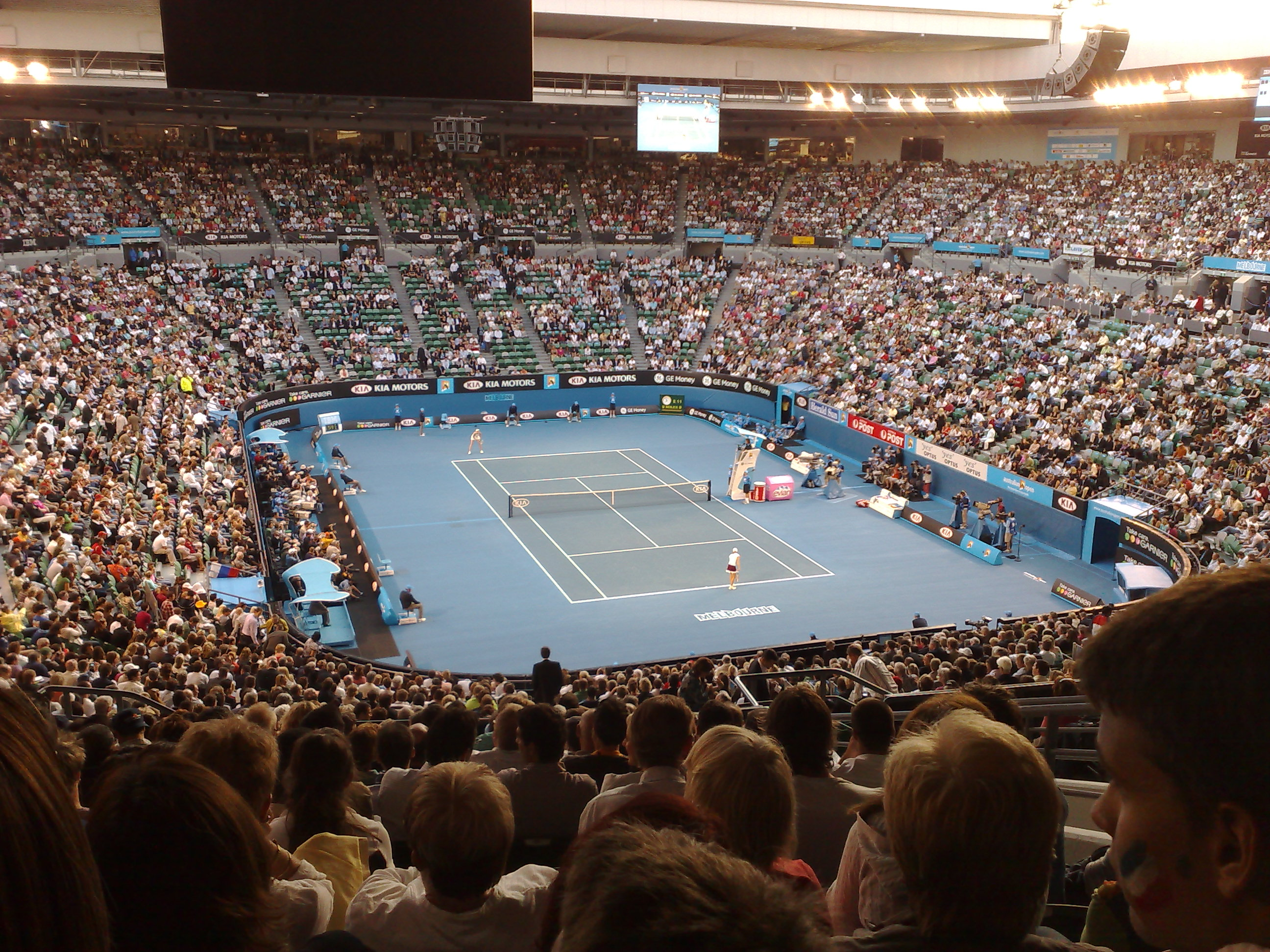
Centre court, de Rod Laver Arena

Het Australian Open (Nederlands: Open Australisch tenniskampioenschap) is sinds 1986 het eerste grandslamtoernooi van het tennisseizoen. Het wordt gespeeld in Melbourne Park (37° 49′ 18″ ZB, 144° 58′ 42″ OL). Het toernooi wordt georganiseerd door Tennis Australia, de huidige naam van de "Lawn Tennis Association of Australia" (LTAA).
Zoals bij alle grandslamtoernooien komen naast het mannen- en vrouwenenkelspel, mannen- en vrouwendubbelspel en gemengd dubbelspel ook de junioren aan bod. Ook wordt een toernooi georganiseerd voor rolstoeltennissers.
Oorspronkelijk werd het toernooi aan het begin van het kalenderjaar gehouden. In 1977 werd dit verschoven naar eind december (rond kerst) waardoor er dat jaar zowel in januari als in december een toernooi werd georganiseerd. Eind 1985 werd besloten om dit terug te draaien en de eerstvolgende editie pas in 1987 te spelen. Hierdoor vond in 1986 geen toernooi plaats.

## Geschiedenis
De edities van 1905-1926 werden als het Kampioenschap van Australazië gespeeld. Van 1927-1968 werd het toernooi onder de naam Kampioenschap van Australië gespeeld en vanaf 1969 werd het als het Australian Open een open toernooi, voor zowel amateurs als prof, Australiërs en buitenlanders. Tot 1972 werden de toernooien in zeven verschillende steden gespeeld. In de Nieuw-Zeelandse steden Christchurch en Hastings vond respectievelijk in 1906 en 1912 een toernooi plaats. In Australië zijn ook Adelaide (14x), Brisbane (7x), Perth (3x) en Sydney (17x) gaststeden geweest, voordat Melbourne in 1972 vaste speelstad werd.
Vanaf 1972 speelde men op de grasbanen van Kooyong, een buitenwijk van Melbourne. Na het toernooi van 1983 gaf de International Tennis Federation de organisatie te kennen dat de locatie Kooyong niet meer aan de eisen van die tijd voldeed voor zo’n groot evenement. Vijf jaar later, in 1988, kwam Flinders Park gereed, de toenmalige naam van de huidige locatie, Melbourne Park, waarvan de naam in 1996 werd aangenomen. Vanaf dat moment speelde men niet meer op gras maar op hardcourt van het merk ReboundAce. Deze ondergrond was lichtgroen van kleur.
Voor de Australian Open van 2008 werd een nieuwe ondergrond aangelegd. De ReboundAce werd verwijderd en vervangen door Plexicushion, een ondergrond die meer lijkt op de ondergrond van de US Open. Sindsdien hebben de banen een lichtblauwe kleur.
Het hoofdstadion, de Rod Laver Arena (vernoemd naar Rod Laver) en de bijbanen (Melbourne Arena en Margaret Court Arena), hebben alle drie een uitschuifbaar dak zodat bij hoge temperaturen of bij regenval de toernooien doorgang kunnen vinden. Het schuifdak kreeg navolging bij de andere grandslamtoernooien, die vaak geplaagd werden door regenval. In 2009 en 2019 kregen het Centre Court en Court No. 1 van Wimbledon een dergelijk dak, en in 2016 volgde ook de hoofdbaan van de  US Open het Arthur Ashe Stadium. Roland Garros volgde pas in 2020. Daar kreeg het Court Philippe Chatrier dat jaar eindelijk ook een schuifdak, zodat ook dit overdekt kan worden bij regen. Voor die tijd was dit het enige grandslamtoernooi dat nog moest worden onderbroken bij regen, waardoor het schema mogelijk moest worden aangepast. Sinds 2020 is dit dan verleden tijd.
De laatste Australiërs die een toernooi wisten te winnen waren Mark Edmondson (het mannentoernooi van 1976), Ashleigh Barty (het vrouwentoernooi van 2022), Matthew Ebden (het mannendubbelspel in 2024, met de Indiër Rohan Bopanna), Samantha Stosur (het vrouwendubbelspel van 2019, met de Chinese Zhang Shuai) en het duo Jarmila Gajdošová / Matthew Ebden (het gemengd dubbelspel van 2013).
In het toernooi van 2020 moesten enkele wedstrijden stilgelegd worden als gevolg van extreme rookontwikkeling door de natuurbranden.
In 2021 werd het toernooi drie weken later gespeeld in verband met de coronapandemie die in 2020 uitbrak. Het toernooi werd als gevolg hiervan dat jaar niet in januari, maar in februari gespeeld.

## Finalisten
Hieronder staan de tien recentste finales in de beide enkelspelen.

### Mannen
| jaar | winnaar       | finalist           |
| ---- | ------------- | ------------------ |
| 2015 | Novak Đoković | Andy Murray        |
| 2016 | Novak Đoković | Andy Murray        |
| 2017 | Roger Federer | Rafael Nadal       |
| 2018 | Roger Federer | Marin Čilić        |
| 2019 | Novak Đoković | Rafael Nadal       |
| 2020 | Novak Đoković | Dominic Thiem      |
| 2021 | Novak Đoković | Daniil Medvedev    |
| 2022 | Rafael Nadal  | Daniil Medvedev    |
| 2023 | Novak Đoković | Stéfanos Tsitsipás |
| 2024 | Jannik Sinner | Daniil Medvedev    |

### Vrouwen
| jaar | winnares           | finaliste        |
| ---- | ------------------ | ---------------- |
| 2015 | Serena Williams    | Maria Sjarapova  |
| 2016 | Angelique Kerber   | Serena Williams  |
| 2017 | Serena Williams    | Venus Williams   |
| 2018 | Caroline Wozniacki | Simona Halep     |
| 2019 | Naomi Osaka        | Petra Kvitová    |
| 2020 | Sofia Kenin        | Garbiñe Muguruza |
| 2021 | Naomi Osaka        | Jennifer Brady   |
| 2022 | Ashleigh Barty     | Danielle Collins |
| 2023 | Aryna Sabalenka    | Jelena Rybakina  |
| 2024 | Aryna Sabalenka    | Zheng Qinwen     |

## Statistieken
|         | Meeste titels (enkel+dubbel)                                                                                     |
| ------- | --- |
| Mannen  | 13: Adrian Quist (3 enkel, 10 dubbel)                                                                            |
| Vrouwen | 21: Margaret Smith-Court (11 enkel, 8 dubbel, 2 gemengd) 20: Nancye Wynne Bolton (6 enkel, 10 dubbel, 4 gemengd) |

|         | Meeste titels: enkelspel |
| ------- | ------------------------ |
| Mannen  | 10: Novak Đoković        |
| Vrouwen | 11: Margaret Smith-Court |

|         | Jongste titelwinnaars                       |
| ------- | ------------------------------------------- |
| Mannen  | 18 jaar en 2 maanden: Ken Rosewall (1953)   |
| Vrouwen | 16 jaar en 4 maanden: Martina Hingis (1997) |

### Toeschouwersaantallen
| Jaar | Toeschouwers | Jaar | Toeschouwers | Jaar | Toeschouwers | Jaar | Toeschouwers |
| ---- | ------------ | ---- | ------------ | ---- | ------------ | ---- | ------------ |
| 1987 | 140.089      | 1996 | 389.598      | 2005 | 543.873      | 2014 | 643.280      |
| 1988 | 244.859      | 1997 | 391.504      | 2006 | 550.550      | 2015 | 703.899      |
| 1989 | 289.023      | 1998 | 434.807      | 2007 | 554.858      | 2016 | 720.363      |
| 1990 | 312.000      | 1999 | 473.296      | 2008 | 605.735      | 2017 | 728.763      |
| 1991 | 305.048      | 2000 | 501.251      | 2009 | 603.160      | 2018 | 743.667      |
| 1992 | 329.034      | 2001 | 543.834      | 2010 | 653.860      | 2019 | 780.000      |
| 1993 | 322.074      | 2002 | 518.248      | 2011 | 651.127      |      |              |
| 1994 | 332.926      | 2003 | 512.225      | 2012 | 686.006      |      |              |
| 1995 | 311.678      | 2004 | 521.691      | 2013 | 684.457      |      |              |

## Baansoorten
| Jaren      | Ondergrond               |
| ---------- | ------------------------ |
| 1905–1987  | gras                     |
| 1988–2007  | hardcourt (Rebound Ace)  |
| 2008–2019  | hardcourt (Plexicushion) |
| 2020–heden | hardcourt (GreenSet)     |

## Uitzendrechten
De Australian Open is in Nederland en België sinds 1995 te zien op Eurosport (vanaf 2017 heeft Eurosport zelfs de exclusieve uitzendrechten in Nederland en België). Eurosport zendt de Australian Open uit via de lineaire sportkanalen Eurosport 1 en Eurosport 2 en via de online streamingdiensten, de Eurosport Player en discovery+. Eurosport heeft een overeenstemming met Tennis Australia om tot 2031 de Australian Open live en exclusief uit te zenden.
In Nederland werd de Australian Open tot en met 2016 ook uitgezonden op de publieke omroep NOS op NPO 1/NPO 2 (voorheen Nederland 1/Nederland 2). Van 2013 tot en met 2016 werden de finales van het mannen- en het vrouwenenkelspel en de halve finales van de mannenenkelspel live op NPO 1 uitgezonden. Tot en met 2012 werden naast de finales van het mannen- en het vrouwenenkelspel en de halve finales van de mannenenkelspel, ook de halve finales van het vrouwenenkelspel op NPO 1 uitgezonden.